# Carrello appendice

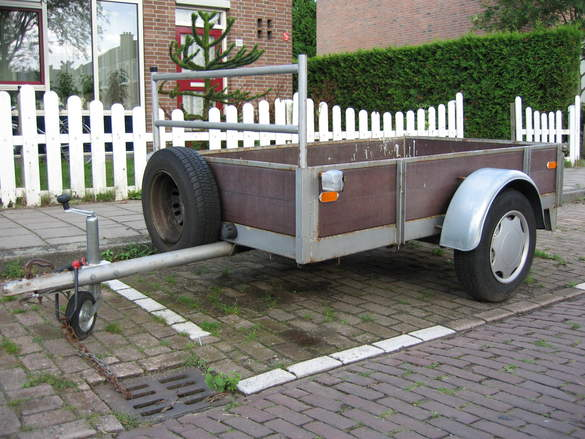
Un carrello appendice

Il carrello appendice appartiene ad una delle sub-categorie dei rimorchi leggeri O1. Questi si dividono infatti in due categorie: i rimorchi di categoria O1, con massa complessiva a pieno carico fino a 750 kg ed i rimorchi di categoria O2, con massa complessiva a pieno carico oltre i 750 kg e fino a 3500 kg. Quelli con massa complessiva a pieno carico oltre i 3500 kg sono definiti rimorchi pesanti. 
I rimorchi leggeri O1 e O2 hanno a loro volta delle sub-categorie. Esse sono:
- carrelli appendice;
- rimorchi destinati al trasporto di attrezzature turistiche e sportive (rimorchi T.A.T.S.);
- rimorchi per trasporto cose in genere;
- rimorchi per usi speciali e per impieghi specifici (esclusi rimorchi T.A.T.S.);
- telai montati per rimorchi da carrozzare.

L'art. 205 del Regolamento del Codice della Strada fissa le dimensioni e le masse massime ammissibili dei carrelli appendice in relazione alla massa a vuoto dell'autoveicolo trattore:
- per autoveicolo (carrello leggero categoria O1):
- per autoveicolo trattore di massa a vuoto non superiore a 1000 kg: 2 m di lunghezza, compresi gli organi di traino; 1,20 m di larghezza; 300 kg di massa complessiva a pieno carico;
- per autoveicolo trattore di massa a vuoto superiore a 1000 kg: 2,50 m di lunghezza, compresi gli organi di traino; 1,50 m di larghezza; 600 kg di massa complessiva a pieno carico;
- per autobus (carrello leggero categoria O2):
- per i soli autobus di massa a vuoto superiore a 2500 kg: 4,10 m di lunghezza, compresi gli organi di traino; 1,80 m di larghezza; 2000 kg di massa complessiva a pieno carico.

I carrelli appendice per autoveicoli, pur appartenendo ai carrelli leggeri di categoria O1, non possono raggiungere la massa complessiva a pieno carico ammessa per tale categoria O1 (750 kg), ma si fermano a 600 kg e solo se l'autoveicolo trattore ha una massa a vuoto superiore a 1000 kg. Anche nel caso dei carrelli appendice per autobus, essi non possono raggiungere la massa complessiva a pieno carico ammessa per la categoria O2 (3500 kg) ma si fermano a 2000 kg. Un'altra limitazione è data dalla larghezza del carrello appendice che non deve superare quella dell'autoveicolo trattore, e dall'altezza massima che non deve essere superiore a 2,50 m. Anche se dal 20/02/2013 la targa del carrello appendice non è più abbinata al veicolo trainante, i suoi dati devono essere comunque riportati sulla carta di circolazione del veicolo trainante stesso a seguito di un collaudo presso la Motorizzazione Civile, quindi può essere trainato solo da quel veicolo. Nulla vieta invece che ad un veicolo trainante possa avere agganciato in alternativa più di un carrello appendice. In sede di revisione periodica il veicolo trainante dovrà presentarsi con il carrello (se il veicolo trainante avesse abbinati più carrelli, questi devono essere tutti revisionati).

## Limiti di velocità
Mentre il traino di un rimorchio classifica il complesso di veicoli come autotreno - sia nel caso in cui il rimorchio sia trainato da un'autovettura (patente richiesta: di categoria B se il rimorchio non supera i 750 kg di massa a pieno carico o li supera ma la massa a pieno carico del complesso di veicoli non supera le 3,5 tonnellate, di categoria B+E se la massa a pieno carico del rimorchio sommata a quella dell'autoveicolo trainante supera le 3,5 t), sia nel caso in cui il rimorchio sia trainato da un autocarro (patente richiesta: di categoria C+E) - e di conseguenza implica al complesso di veicoli, ovvero all'autotreno suindicato, i limiti di 70 km/h sulle strade extraurbane principali e secondarie e di 80 km/h sulle autostrade, il carrello appendice non comporta un abbassamento dei limiti di velocità in quanto è parte integrante del veicolo che lo traina, poiché ne rientra nei limiti di sagoma. Con l'introduzione della B96 è possibile guidare complessi di veicoli (motrice + rimorchio) che, pur superando le 3,5 t, rientrano nelle 4,25 t (senza necessariamente far ricorso alla B+E).